# Confesión de Fe (1689)

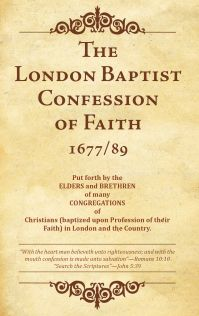
Portada de la Confesión Bautista de Fe de 1689

La Confesión de Fe de 1689, también llamada la Segunda Confesión de Fe Bautista de Londres, fue escrita por Bautistas Particulares, quienes se apegaron a una soteriología calvinista en Inglaterra para dar una expresión formal de su fe cristiana desde una perspectiva bautista y congregacionalista.

## Historia
La confesión se publicó por primera vez en Londres en 1677 bajo el título "Una Confesión de Fe preparada por los ancianos y hermanos de muchas congregaciones de cristianos (bautizados por profesión de fe) en Londres y el resto de Inglaterra. Con un apéndice sobre el Bautismo". Se basó en la Confesión de Fe de Westminster (1646) y la Declaración de Savoya (1658), con modificaciones para reflejar los puntos de vista bautistas sobre el gobierno eclesiástico y el bautismo.
La confesión fue publicada nuevamente, bajo el mismo título, en 1688 y 1689. 
Después de que el Acta de Tolerancia de 1689 fuese aprobada, permitiendo así la libertad de culto a los inconformistas, las iglesias bautistas particulares de Inglaterra y Gales celebraron su primer Asamblea General en Londres, en donde se invitó a más de cien iglesias para que enviaran dos mensajeros por congregación -uno de los cuales debía ser el ministro ordenado- a las reuniones que se celebrarían desde el 3 al 12 de septiembre para considerar el estado de las iglesias bautistas particulares y, especialmente, para idear las formas legítimas para levantar un ministerio más numeroso y mejor equipado, apartados de cualquier identificación con los anabaptistas. Entre las muchas cosas hechas por esta primera Asamblea estuvo la aprobación del documento de 1677. El prefacio oficial del documento se aseguró de que el documento final fuera conocido como la "Confesión de Fe Bautista de 1689".

## Bautistas reformados y bautistas tradicionales en Inglaterra
La redacción de la Confesión de Fe de 1689 está relacionada con la historia de los primeros bautistas ingleses y con las diferencias entre los bautistas "generales" y "particulares".
A principios del siglo XVII , los bautistas ingleses no eran tanto una denominación cristiana establecida, sino, en el contexto del protestantismo, una organización de iglesias con caracteres no completamente definidos, pero unidos por convicción de que el bautismo debe administrarse solo a los responsables creyentes. Sin embargo, con el surgimiento del arminianismo, muchas iglesias bautistas comenzaron a abrazar sus principios, a saber, que Cristo murió por toda la humanidad (no solo por los elegidos , su pueblo, como afirma la ortodoxia calvinista), para dar a todos la posibilidad de salvación mediante la fe (redención "general"). Bajo esa comprensión, el bautismo llegaba ser entendido como la máxima expresión del individuo en elegir a Cristo, en lugar de ser un signo de las promesas de Dios en Él. Esto y otras implicaciones, fueron razón para que los bautistas de estricta observancia calvinista vieran peligrar su ortodoxia hacia el sinergismo arminiano o el semipelagianismo de Roma. De ahí la necesidad de los bautistas calvinistas de especificar con precisión sus persuasiones como puntos fijos esenciales, así como su identidad específica, es decir, la de los bautistas "particulares", calvinistas o reformados.
En el mismo período, todos los bautistas (tanto "generales" como "particulares") sufrieron persecución abierta o encubierta por parte de la Iglesia de Inglaterra, y algunas otras iglesias paidobautistas. Todos los bautistas habían salido de estas iglesias convencidos de que la Biblia no ofrecía ninguna justificación para el bautismo de infantes, no para un sistema episcopal ni presbiteriano de gobierno de la iglesia, así como el monarca ni ningún poder representante suyo podía interferir en los asuntos de las iglesias locales. No obstante, otros creyentes disidentes (llamados "inconformistas"), como presbiterianos y congregacionalistas paidobautistas, también sufrieron persecuciones, pero su fuerza numérica e influencia les permitió escapar más de lo que los Bautistas pudieron. La afirmación de que los bautistas son adultos convertidos que pueden ser bautizados, los pone en contradicción no solo con la Iglesia de Inglaterra, sino también con los presbiterianos y congregacionalistas (que aceptaron el bautismo infantil).

## La Confesión de Fe de 1644 y la Guerra Civil Inglesa
Durante el siglo XVII se deterioraron las relaciones de los puritanos ("inconformistas") con la monarquía . Muchos líderes puritanos eran miembros del Parlamento y esta tensión conduce a una guerra civil que durará desde 1642 hasta 1649 . El rey Carlos I fue depuesto y condenado a muerte, convirtiendo así a Inglaterra en una república durante un breve período de tiempo .
Es en este contexto que los bautistas particulares aprovechan la oportunidad para escribir y publicar su Confesión de Fe . Siete de sus iglesias locales envían representantes para redactar este documento. Su propósito es diferenciar formalmente sus creencias de las de los bautistas generales. El documento está terminado en 1644 y, aunque no muy detallado, refleja claramente la teología calvinista ortodoxa. Este documento se conoce como la " Primera Confesión de Fe Bautista " y es anterior a la conocida Confesión de Fe de Westminster (escrita en 1646 ).
La Confesión de Fe de 1644 se diferencia de la Confesión de Westminster en dos aspectos importantes. Primero, rechaza la noción de que el papel de la Ley de Dios es persuadirnos de que somos pecadores, afirmando que el terror que inspira la ley no es necesario para hacer lo que solo el evangelio puede hacer. En segundo lugar, rechaza la noción de la generación eterna del Hijo en el contexto de la Trinidad .
Con la abolición de la Monarquía , la Confesión de Fe de Westminster se declara oficial tanto para la Iglesia de Inglaterra (anglicana) como para la Iglesia de Escocia (presbiteriana). Menos congregacionalistas crean su propia versión de la Confesión de Fe de Westminster, la Declaración de Saboya . La Confesión de Fe Bautista de 1644 , aunque similar en teología, de ninguna manera podría compararse por extensión a las dos siguientes confesiones, y la necesidad de una segunda confesión bautista se vuelve clara.

## Problemas con la Restauración
Después de la ejecución de Carlos I , los presbiterianos escoceses junto con los anglicanos ingleses y los congregacionalistas, a pesar de compartir la misma teología, están divididos sobre el papel que se le asignará a la monarquía: los primeros la apoyan y los segundos se oponen. Oliver Cromwell , un congregacionalista, gobernó Inglaterra como Lord Protector hasta su muerte en 1658 . La Monarquía se restablece con Carlos II en 1660 . Las relaciones entre Escocia e Inglaterra, así como entre sus respectivos puritanos, continúan siendo difíciles, especialmente cuando se aprueban las leyes que gobiernan las prácticas del culto. En 1662 el Acta de Uniformidadilegaliza cualquier culto que no use el nuevo Libro de Oración Común en todas las iglesias anglicanas, presbiterianas, congregacionales y bautistas locales de Inglaterra. Además, la Iglesia Anglicana se disuelve de la Confesión de Fe de Westminster y regresa, como su propia Confesión de Fe, a sus Treinta y Nueve Artículos de Religión originales .

## La Confesión de Fe de 1677
El resultado de todo esto, con el restablecimiento de la Monarquía , es que en toda Inglaterra, negándose a cumplir con las nuevas leyes para el culto, los bautistas son nuevamente perseguidos. En 1677, un mayor número de bautistas particulares se reunió para elaborar una confesión de fe más grande que sus predecesores. El proceso de redacción sigue el modelo de la Confesión de Westminster, que fue utilizada por muchas iglesias bautistas particulares, a pesar de las diferencias en la organización de la iglesia y el modo de bautismo .
En 1677, el documento difiere de las Confesiones de Westminster y Savoy en dos aspectos importantes. En primer lugar, tenía que definir los poderes de la asociación de los Bautistas ( denominación ) en relación con las comunidades locales individuales. En segundo lugar, y aún más importante desde el punto de vista bautista, debía dejar clara la afirmación del bautismo de creyentes en lugar y en contra del bautismo de infantes, dejando claro al mismo tiempo que no tenía relación con el anabautismo. de la época de la Reforma del siglo XVI.
La persecución y el secreto significan que este documento no se publica oficialmente, aunque su contenido se da a conocer a las iglesias miembros.

## La Ley de Tolerancia de 1689
En 1689, la Ley de Tolerancia de Maryland fue aprobada en Inglaterra, permitiendo la libertad religiosa y el pluralismo de las expresiones confesionales cristianas junto con la Iglesia de Inglaterra y la Iglesia de Escocia. Esto permite que los representantes de más de 100 iglesias bautistas particulares en el Reino Unido se reúnan en Londres del 3 al 12 de septiembre de 1689 para aprobar oficialmente el documento de 1677 . A pesar de que el documento fue redactado en 1677 , su prefacio oficial significa que desde entonces se conoce como la Confesión de Fe Bautista de 1689.

## Efectos históricos de la Confesión de 1689
La Confesión Bautista de 1689 -junto con las Confesiones de Westminster y Saboya- ha llegado a ser considerado como una de las confesiones de fe Post Reforma reformadas más importantes del mundo de habla inglesa, traducidas gradualmente y aceptadas en todo el mundo por iglesias relacionadas. No hay duda de que la Confesión de 1689 depende mucho del trabajo ya realizado por los editores de las otras dos confesiones anteriores, pero esto no debe llevar a subestimar su importancia e influencia específicamente en las iglesias bautistas y reformadas a partir de ese momento. Además, debe tenerse en cuenta que, por el contexto de persecución religiosa y la negativa contra los movimientos heréticos anaptistas, se hizo necesario que las iglesias bautistas particulares demostraran que no se había alejado de la ortodoxia reformada; sino que por el contrario, su lectura de la teología pactual constituía un desarrollo más bíblicamente apropiado que la visión pactual tradicional.
Bautistas particulares fundaron y desarrollaron iglesias hermanas en la América colonial, tanto que en 1707 se formó la Asociación Bautista de Filadelfia . Esta asociación adoptó como expresión de su fe, en 1742 , la Confesión de 1689 con la aprobación tácita de las iglesias y sus miembros. Con la adición de dos capítulos (sobre el canto de los Salmos y sobre la imposición de manos), recibe el nombre de Confesión de Fe de Filadelfia . Otras asociaciones bautistas calvinistas formadas en la segunda mitad del siglo XVIII adoptarán esta Confesión bajo el nombre de "La Confesión Bautista".
Durante el Segundo Gran Despertar en América, bautistas particulares y otras expresiones calvinistas del cristianismo protestante sufren fuertes ataques de evangelistas como Charles Grandison Finney y teólogos como Nathaniel William Taylor . Muchos bautistas particulares se retiran así al hipercalvinismo , a pesar del hecho de que la Confesión de 1689 no apoya tales extremos de la teología reformada.
La Confesión de Fe Bautista de 1689 sigue siendo, hasta el día de hoy, un documento muy importante que define la fe de las iglesias Bautistas Reformadas a nivel internacional, permitiéndoles tener una Confesión de Fe histórica.

## La Confesión Bautista comparada con la Doctrina de Congregacionalistas y Anabautistas
Con origen en el separatismo y el congregacionalismo británicos, la teología de los primeros bautistas es en muchos sentidos una modificación bautista de la teología reformada. Se considera que la Iglesia Congregacionalista comenzó en un escrito publicado por Robert Browne en 1592. Una idea principal entre los congregacionalistas es que cada congregación en sí misma es suficiente para formar la parte visible de la iglesia, upensamiento que se remonta a John Wyclif y los Lollards . El movimiento congregacionalista temprano consideró que la iglesia debe ser "pura", es decir, que sólo los cristianos nacidos de nuevo son dignos de ser miembros de la iglesia. Este pensamiento lleva a la idea de rechazar el bautismo infantil y, a modo bautista, solo aceptar el bautismo de adultos.
Sin embargo, los bautistas también tienen algunas raíces en la Reforma radical con teólogos como Balthasar Hubmaier y Menno Simons. Los anabautistas rechazaron el bautismo infantil y en su lugar predicaron el bautismo a una edad consciente, siendo pioneros en el punto de vista de la Iglesia Libre de que la fe cristiana requiere una postura consciente. La mayoría de los anabautistas creían que los creyentes en Jesús debían organizarse en congregaciones que fueran claras alternativas a la iglesia y la sociedad establecidas. Muchos anabautistas eran defensores entusiastas de un estilo de vida caracterizado por el pacifismo, educación parroquial, cuidado, comunidad de bienes y sencillez, algo que se veía como una consecuencia evidente de una espiritualidad basada en el Jesús de los Evangelios. Junto a los anabautistas, los bautistas reformados se han distanciado del bautismo de infantes y del estado iglesia. A diferencia de los anabautistas, a los bautistas se les permite: 
- Convertirse en juez y trabajar para el gobierno
- Jurar
- Participar en la guerra

## Charles Spurgeon
Charles Spurgeon fue uno de los predicadores más importantes del siglo XIX y sus colecciones de sermones todavía se imprimen en la actualidad.  Fue fiel a la confesión bautista de 1689 y la publicó con algunos ajustes menores.  El calvinismo moderado de Spurgeon y la lealtad al legado reformado dado en la Confesión Bautista de 1689 pueden ilustrarse con los siguientes puntos:
- Confesionalmente estaba consciente y confiaba en que la palabra sola despierta la fe en los elegidos, sin la necesidad de ayudar a la multitud con diversos efectos y acusaciones.
- No practicó la costumbre de invitar a aquellos que quieren entregar su vida a Jesús a venir al altar para interceder (los llamados "llamados al altar").
- En sus sermones, prevaleció el espíritu del Antiguo Puritano , y se adhirió estrictamente a las enseñanzas inspiradoras de tiempos antiguos , y el Antiguo y el Nuevo Testamento tenían el mismo peso.

## Confesión Bautista de 1689 hoy
La Confesión de 1689 sigue siendo hoy un documento muy importante para los bautistas reformados de todo el mundo, siendo esta su principal adherencia confesional. También hay investigaciones que se basan en la teología dada en la confesión, un ejemplo es la revista The Reformed Baptist Theological Review
Dentro de la rama de la Convención Bautista del Sur que está más reformada, sucede que las congregaciones se adhieren a la Confesión Bautista de 1689. Un pastor de una de estas congregaciones declara los siguientes beneficios para que una congregación se adhiera a una confesión: 
- Es una descripción detallada de lo que cree la congregación y puede usarse como guía en el nombramiento de pastores, maestros y otros líderes de la congregación.
- Aquellos que están considerando convertirse en miembros saben qué esperar de la teología y la enseñanza de la congregación. También es bueno para discusiones sobre problemas de aprendizaje.
- Una confesión puede facilitar la unidad.
- La sabiduría acumulada en una confesión puede proporcionar crecimiento espiritual en una iglesia.

## Problemas de aprendizaje controvertidos
Durante la Reforma , era común que los protestantes tuvieran una visión muy negativa del Papa . Además de las protestas contra el comercio de la indulgencia , Lutero había adoptado muchas posiciones teológicas controvertidas para su época, protestando contra la teología de la escolástica y la influencia de la filosofía aristotélica , contra el poder del Papa y los sínodos , y que la Biblia no era la única autoridad de la iglesia. Lutero había llamado al Papa el anticristo , y esto también era algo que muchos parecían poder confirmar a través de la lectura de la Biblia que hicieron entonces. Esto se puede ver en el Presbyterian La Confesión de Westminster, pero también en la Confesión de 1689:
| "                                                                                             | El Señor Jesucristo es la cabeza de la iglesia. Por el nombramiento del Padre, toda la autoridad requerida para el llamamiento, establecimiento, orden y gobierno de la iglesia se invierte suprema y soberanamente en Él. Es imposible que el Papa de Roma en un verdadero sentido sea la cabeza de la iglesia, porque él es el anticristo, descrito en las Escrituras como 'el hombre de pecado', 'el hijo de perdición', que 'se exalta a sí mismo' en la iglesia contra Cristo y "sobre todo lo que se llama Dios", a quien "el Señor destruirá con el resplandor de su venida". | „ |
| - Una fe para confesar: la confesión de fe bautista de 1689 reescrita en inglés moderno 26: 4 | |   |

Hoy en día, muchos bautistas reformados no creen que esta sea una interpretación correcta de lo que enseña la Biblia, creen que la visión de los reformadores del Papa se basa en una falta de exegética en el difícil área de la escatología . 

## Confesar el bautismo
A menudo usted describe el bautismo porque no tiene ninguna confesión o credo, pero generalmente incluye los tres antiguos credos de la iglesia . La doctrina puede variar bastante entre diferentes congregaciones y denominaciones y también ha variado bastante a lo largo de la historia. La Sociedad Bautista Sueca lo describe de la siguiente manera en su sitio web:
| "                                          | No hay doctrina bautista, sin embargo, ciertos principios son históricamente comunes al movimiento bautista. | „ |
| - En qué creemos - Sociedad Bautista Sueca | |   |

El predicador bautista Spurgeon, en cambio, mira los beneficios de una confesión escrita, como la Confesión Bautista de 1689:
| "                                                   | No se emite como una regla autorizada o un código de fe, por el cual usted puede ser encadenado, sino como un medio de edificación en la justicia. Es una expresión excelente, aunque no inspirada, de la enseñanza de esas Sagradas Escrituras por las que se deben medir todas las confesiones. | „ |
| - Sobre la Confesión Bautista de 1689 - CH Spurgeon | |   |

Hay una corriente importante en el Bautismo cuyo principio más importante es la libertad del individuo en materia teológica y que ve peligros en las confesiones escritas, pero también hay una corriente que ve la confesión escrita como algo muy útil.Cree que las confesiones son importantes incluso para los bautistas. Desde la Confesión de los Anabautistas de Schleitheim en 1527, hasta las Convenciones Bautistas del Sur La Fe y Mensaje Bautista en 2000, ha habido una corriente en el movimiento bautismal y el Bautismo que ha encontrado importante escribir en lo que uno cree. Los propósitos de una confesión escrita han variado, pero estos tres puntos a menudo se repiten:
- Facilitar la enseñanza en las congregaciones.
- Una herramienta para enseñar sobre los fundamentos de la fe
- Una ayuda en apologética cuando la ortodoxia de los bautistas ha sido cuestionada por el mundo exterior

## Influencia
La Confesión de Fe Bautista de 1689 ha logrado ser la declaración bautista más influyente e importante. Convirtiéndose en su tiempo en la norma de la Ortodoxia Calvinista Bautista en Inglaterra.
Para 1742, la Confesión de 1689, con dos artículos añadidos (sobre el canto de los salmos y la imposición de manos) fue adoptada en América del Norte por la Asociación Bautista de Filadelfia después de años de aprobación tácita por parte de iglesias individuales y miembros de la congregación.
La Asociación de Ketocklon, Virginia, la adoptó en 1766, al igual que la Asociación de Charleston, Carolina del Sur, y la Asociación de Warren, Rhode Island, ambas en 1767. A través de estas asociaciones, y otras, la doctrina y las prácticas de la Confesión de 1689 le dio forma a gran parte del pensamiento primitivo entre los bautistas en Estados Unidos.
La Confesión de Fe Bautista de 1689 ha llegado a ser una de las afirmaciones más importantes de la fe evangélica en la historia de la iglesia.

## Contenido
La confesión consta de 32 capítulos, además de una introducción y una lista de firmantes.
1. De las Sagradas Escrituras
2. De Dios y la Santísima Trinidad
3. Del decreto de Dios
4. De la creación
5. De la Divina Providencia
6. De la caída del hombre, del pecado y de su castigo
7. Del pacto de Dios
8. De Cristo el Mediador
9. De libre albedrío
10. Del llamamiento eficaz
11. De la justificación
12. De adopción
13. De la santificación
14. De la fe salvadora
15. Del arrepentimiento para vida y salvación
16. De buenas obras
17. De la perseverancia de los santos
18. De la seguridad de la gracia y la salvación
19. De la ley de Dios
20. Del evangelio y la extensión de la gracia
21. De la libertad cristiana y la libertad de conciencia
22. Del culto religioso y el día de reposo
23. De los juramentos y votos legítimos
24. Del Magistrado Civil
25. De casamiento
26. De la Iglesia
27. De la comunión de los santos
28. Del Bautismo y la Cena del Señor
29. Del bautismo
30. De la cena del Señor
31. Del estado del hombre después de la muerte y de la resurrección de los muertos
32. Del juicio final

## Confesiones
- El valor continuo de la ley - mientras que Cristo "abrogó" las leyes ceremoniales levíticas , la confesión cita a Cristo para haber "fortalecido esta obligación" que "para siempre ata a todos".
- Prohíbe las oraciones por los difuntos, sean fieles o condenados
- Sabadismo - Se prescribe un día de reposo semanal y se cree que "continuará hasta el fin del mundo", pero se ignora un día de reposo anual del séptimo año (cf. Lev. 25ss.)
- El matrimonio es una ordenanza heterosexual monógama.
- Matrimonios mixtos: los cristianos no deben casarse con otras religiones, ni con nadie que crea "herejías condenables", sino que deben casarse "en el Señor" y, por lo tanto, no deben estar "en yugo desigual".
- Obispos: los "obispos" son adoptados como un "oficio" junto con los "ancianos", "diáconos" y "pastores"
- Tormento eterno
- Una mirada abierta sobre el milenio, la confesión no adopta una visión particular sobre el milenio (cf. capítulo 32).